# Cratere Linda
Linda  è un cratere sulla superficie di Venere.